# 徐迈进

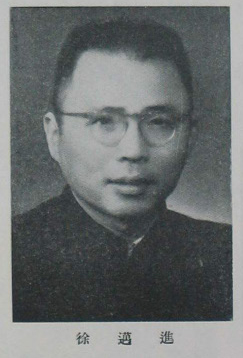
徐邁進近照

徐迈进（1907年12月—1987年9月22日），又名晓光，江苏吴县人，中国新闻工作者。

## 生平
徐迈进于1925年加入中国共产党。1927年曾被捕入狱。1936年起开始从事新闻工作，任上海《立报》编辑。抗日战争爆发后，于1938年参与在武汉创办《新华日报》并任总务课主任兼管委会秘书。同年，又任新成立的中国青年新闻记者学会常务理事。后随《新华日报》社撤至重庆，先后任新闻编辑、新闻编辑部副主任、党报委员会委员兼报委办公厅主任等。1941年赴缅甸，参与创办了《新知周刊》、《侨商报》，并组建了缅甸华侨战时工作队。次年回到重庆《新华日报》社。抗战胜利后，以记者身份被派往南京出席日本受降仪式。此后前往上海，任《新华日报》 上海办事处主任，开始筹备 《新华日报》 上海版。1947年赴延安任《解放日报》 副总编辑、新华社总社副总编辑。1949年解放军占领北平后，历任北平军管会委员兼新闻出版部部长、中央广播事业管理处办公室主任，并当选中国人民政治协商会议第一届全体会议代表。
中华人民共和国成立后，徐迈进先后出任中央人民政府新闻总署办公室主任兼中央广播事业局副局长、中宣部副秘书长兼新闻广播处处长、政务院文教委员会办公厅主任、国务院文教办公室常务副主任等职。文化大革命结束后，又任文化部顾问、全国新闻工作者协会理事等。此外，他还是第二至四届全国政协委员，第五、六届全国政协常委。1987年在北京逝世。